# Гермагор
Гермагор (умер в I или IV веке) — епископ Аквилеи, священномученик. День памяти — 14 июля.
Святой Гермагор (Hermagoras, Hermenagoras, Hermogenes, Ermacoras) (итал. Sant'Ermagora) считается первым епископом города Аквилеи (северная Италия). По одному из преданий он был хиротонисан во епископа святым апостолом Петром и поставлен святым апостолом Марком на служение жителям тех краёв. Гермагор и его диакон Фортунат вели проповедь, но были схвачены Севастием, представителем императора Нерона. Их подвергли пыткам, а затем обезглавили.
По другому преданию святой Гермагор был чтецом, а святой Фортунат — диаконом в Сингидунуме, Сирмия. Там они были схвачены и умучены во времена правления императора Диоклетиана. Впоследствии их мощи были перенесены в Аквилею.
Был учителем Сира и Иувенция, которых направил в Павию.

## Галерея
- Памятник святому Гермагору, город Гермагор, Каринтия
- Храм-колокольня святых Гермагора и Фортуната, Лоренцаго-ди-Кадоре, Венеция, Италия
- Собор святых Гермагора и Фортуната в Горном граде (Gornji Grad), Словения